# تاريخ التفويض في إسكتلندا
لم يكن قرار برلمان إسكتلندا بالموافقة على معاهدة الاتحاد في عام 1707 قرارًا بالإجماع، ومنذ ذلك الوقت دعت المنظمات والأفراد إلى إعادة البرلمان الإسكتلندي إلى وضعه السابق. ناقش البعض بإمكانية التفويض -برلمان إسكتلندي ضمن المملكة المتحدة- بينما دعا آخرون إلى الاستقلال الكامل. حصل شعب إسكتلندا على فرصة التصويت لأول مرة في استفتاء شعبي على مقترحات التفويض في عام 1979، وعلى الرغم من أن أغلبية الناخبين صوتوا «نعم»، فإن تشريع الاستفتاء الشعبي أيضًا تطلب أن يصوت 40% من هيئة الناخبين على الخطط بنعم حتى يُقَرّ، ولم يتحقق ذلك. أدى منح فرصة ثانية للاستفتاء، هذه المرة على اقتراح قوي، في عام 1997 إلى فوز ساحق بـ«نعم»، مما أجاز سن قانون إسكتلندا لعام 1998 وتأسيس البرلمان الإسكتلندي في عام 1999. أُعطي المصوتون الإسكتلنديون الفرصة للتصويت بـ«نعم» على الاستقلال التام في استفتاء شعبي عام 2014. تعهدت الأحزاب البريطانية الرئيسية، في سعيها لإقناع الشعب الإسكتلندي بالبقاء في الاتحاد، بتفويض مزيد من السلطات لإسكتلندا بعد الاستفتاء. غلب التصويت بـ«لا» على النتيجة (رُفض الاستقلال)، لكن وعد الحملة بالتفويض أدى إلى تشكيل لجنة سميث والإقرار النهائي لقانون إسكتلندا لعام 2016.

## منذ عام 1707 حتى 1999
بعد الموافقة على إقرار قانون الاتحاد مع إنكلترا، أرجأ البرلمان الإسكتلندي الجلسة المقررة في 25 مارس، 1707. تأسست المملكة المتحدة لبريطانيا العظمى في تاريخ 1 مايو عام 1707، ببرلمان وحيد لبريطانيا العظمى والذي كان في الواقع برلمان إنجلترا مع إضافة التمثيل الإسكتلندي. أُنشئ منصب وزير الدولة لإسكتلندا بعد عام 1707 حتى تمرُّد اليعاقبة في عام 1745. منذ ذلك الحين فصاعدًا، أصبحت تقع مسؤوليات إسكتلندا بشكل رئيسي على مكتب وزير الدولة للقسم الشمالي، والذي كان يشغله عادةً محامي التاج. أُعيد تنظيم وزراء الدولة في عام 1782 وأصبحت الواجبات على عاتق وزير الدولة للشؤون الداخلية.

### التفويض الإداري (1885)
شهد عام 1885 تأسيس المكتب الإسكتلندي ومنصب وزير إسكتلندا. ابتداءً من عام 1892 كان وزير إسكتلندا جزءًا من مجلس الوزراء، لكن لم يكن مُعترفًا بالمنصب به رسميًا على أنه جزء من مجلس وزراء المملكة المتحدة حتى حُدّث منصب وزير إسكتلندا إلى مرتبة الوزير الكامل لشؤون الدولة ليحل محل وزير الدولة للشؤون الإسكتلندية في عام 1926.

### مشروع قانون حكومة إسكتلندا 1913
سنّ مجلس العموم في شهر مايو عام 1913 القراءة الثانية لمشروع قانون حكومة إسكتلندا لعام 1913 (يُشار إليه أيضًا بمشروع قانون الحكم الداخلي الإسكتلندي) بأغلبية 204 صوت مقابل 159. أيّد الليبراليون مشروع القرار وعارضه الوحدويون. لم يتم التشريع بسبب اندلاع الحرب العالمية الأولى.

### رابطة العهد الإسكتلندي (أربعينيات وخمسينيات القرن العشرين)
كانت رابطة العهد الإسكتلندي منظمة سياسية غير حزبية سعت إلى تأسيس رابطة إسكتلندية مفوضة. أسسها جون مكورميك الذي ترك الحزب الوطني الإسكتلندي في عام 1942 عندما قرروا دعم الاستقلال الشامل لإسكتلندا بدلًا من التفويض مثلما كان موقفهم سابقًا. كانت الرابطة مسؤولة عن إنشاء العهد الإسكتلندي، الذي جمع مليوني توقيع دعمًا للتفويض. كان أعضاء المنظمة مسؤولين أيضًا عن إزالة حجر القدر من دير ويستمنستر في عام 1950 مما جذب دعاية كبيرة لقضية الحكم الداخلي الإسكتلندي.

### استفتاء التفويض 1979
كان الاستفتاء الإسكتلندي لعام 1979 استفتاء ما بعد التشريع لتقرير فيما إذا كان هناك دعم فعال للقانون الإسكتلندي لعام 1978 الذي كان يهدف لإنشاء جمعية تداولية لإسكتلندا. كي لا يُرفض القانون كان مطلوبًا أن يصوت 40% من هيئة الناخبين بنعم في الاستفتاء. أسفر الاستفتاء عن أغلبية صوتت بنعم لكنه فشل في تحقيق مطلب الـ 40%.

### استفتاء التفويض 1997
كان استفتاء التفويض الإسكتلندي لعام 1997 استفتاء ما قبل التشريع حول ما إذا كان هناك تأييد لإنشاء برلمان إسكتلندي ضمن المملكة المتحدة وفيما إذا كان هناك تأييد لبرلمان كهذا ليكون له سلطات متنوعة الضرائب. استجابةً إلى تصويت الأغلبية الواضح لكلا الاقتراحين، أقر برلمان المملكة المتحدة القانون الإسكتلندي لعام 1998، القاضي بإنشاء البرلمان الإسكتلندي والسلطة التنفيذية الإسكتلندية.

### قانون إسكتلندا 1998
طُرح القانون من قبل حكومة العمل في عام 1998 بعد الاستفتاء الشعبي لعام 1997. أسس القانون البرلمان الإسكتلندي، وحدد كيفية انتخاب أعضاء البرلمان الإسكتلندي، ووضع بعض البنود المتعلقة بالإدارة الداخلية للبرلمان (رغم ترك العديد من المسائل للبرلمان نفسه كي ينظمها) وتحديد العملية التي يجب أن يتبعها البرلمان للنظر بمشاريع القوانين وإقرارها، والتي تصبح قوانين للبرلمان الإسكتلندي بمجرد حصولها على الموافقة الملكية. يؤكد القانون بشكل خاص على استمرار سلطة برلمان المملكة المتحدة في التشريع فيما يتعلق بإسكتلندا. ينقل القانون جميع السلطات باستثناء الأمور التي يحدد أنه يتحفظ عليها. ويحدد قائمة بالقوانين التي لا يمكن تعديلها أو إلغاؤها من قبل البرلمان والتي من ضمنها قانون حقوق الإنسان لعام 1998 والعديد من البنود من قانون إسكتلندا نفسه. حتى عندما يؤثر القانون ضمن نطاق اختصاصه التشريعي، فإنه يضع قيودًا على سلطات البرلمان من خلال منعها من التأثير بطريقة غير متناسبة مع المعاهدة الأوروبية لحقوق الإنسان أو قانون المجتمع الأوروبي. تنطبق القيود نفسها على قوانين السلطة التنفيذية الإسكتلندية.

## تأسيس البرلمان الإسكتلندي، مايو 1999
اجتمع البرلمان الإسكتلندي لأول مرة في 12 مايو عام 1999، وبدأ جلسته الأولى مع عضو الحزب الوطني الإسكتلندي ويني إيوينغ مصرحًا أنه «أُعيد انعقاد جلسة البرلمان الإسكتلندي المؤجلة في الخامس والعشرين من مارس في العام 1707 بموجب هذه الدعوة».

### افتتاح بناء البرلمان الإسكتلندي الجديد (2004)
بدأ تشييد مبنى البرلمان الإسكتلندي في يونيو عام 1999 وعُقدت أول مناظرة في المبنى الجديد يوم الثلاثاء 7 سبتمبر عام 2004. أُقيم الافتتاح الرسمي من قبل الملكة بتاريخ 9 أكتوبر عام 2004. توفي إينريك ميراليس، المهندس الإسباني الذي صمم البناء، قبل اكتماله.
منذ عام 1999 حتى افتتاح المبنى الجديد عام 2004، استُضيفت غرف اللجان وغرفة المناقشة الخاصة بالبرلمان الإسكتلندي ضمن قاعة الجمعية العامة في كنيسة إسكتلندا الواقعة على التل في إدنبره. تم توفير المكتب والتجهيزات الإدارية لدعم البرلمان في المباني المستأجرة من مجلس مدينة إدنبره. جمع مبنى البرلمان الإسكتلندي الجديد عناصر مختلفة في مجمع برلماني مُشيد لغرض واحد، مستضيفًا 129 عضو من أعضاء البرلمان الإسكتلندي وأكثر من 1000 عامل وموظف مدني. هدف البناء هو تشكيل اتحاد شاعري بين المشهد الإسكتلندي، وشعبه وثقافته ومدينة إدنبره، وهو نظام أكسب مبنى البرلمان جوائز متعددة بما فيها جائزة ستيرلينغ عام 2005، وكان يوصف بأنه «عمل مبهر من الفنون والحرف اليدوية والجودة، لا يوجد مثيل له في المئة سنة الأخيرة من العمارة البريطانية».